# Fædre og sønner (roman)
 For alternative betydninger, se Fædre og sønner. (Se også artikler, som begynder med Fædre og sønner)
Fædre og sønner (russisk: «Отцы и дети»; Otcy i deti, russisk udtale: [ɐˈtsɨ i ˈdʲetʲi]; tidligere stavet Отцы и дѣти) er en roman fra 1862 skrevet af den russiske forfatter Ivan Turgenev. Romanen anses som en af de centrale russiske romaner fra det 1800-århundrede.

## Historisk kontekst
Fædre og sønner i romanen refererer til den stigende splittelse mellem to russiske generationer og til romanens hovedperson Evgenij Bazarov, en nihilist, der afviser de gamle traditioner.
Turgenev skrev Fædre og sønner som en kommentar til de voksende kulturelle splittelse, som han så mellem liberale i 1830'erne og 1840'erne og den voksende nihilistiske bevægelse ("sønnerne"). Båbe nihilisterne og de liberale ønskede vestligt baserede sociale reformer i Rusland. Ud over de liberale og nihilisterne var Rusland på daværende tidspunkt præget af de slavofile, der gik imod vestlig indflydelse og i stedet ønskede en vej for Rusland baseret på landets traditionelle religion og spiritualitet. Romanen var medvirkende til at popularisere begrebet nihilisme, der blev almindelig anvendt efter romanens udgivelse.
Fædre og sønner kan anses som den første moderne roman i russisk litteratur (Gogols Døde sjæle er et andet eksempel). Romanen er også det første russiske værk, der opnåede bred anerkendelse i Vesten, herunder fra bl.a. forfatterne Gustave Flaubert, Guy de Maupassant, og Henry James.